# 美保机场
美保機場（日语：／ Miho hikōjō */?）位於日本鳥取縣境港市（飛行場的一部分是米子市）。一般都稱為米子機場（米子空港）。是航空自衛隊美保基地、海上保安廳美保航空基地國土交通省與大阪航空局美保機場事務所。
為推展觀光，其暱稱為「米子鬼太郎機場」（米子鬼太郎空港），取自漫畫鬼太郎，其作者水木茂出身於鳥取縣境港市。

## 概要
美保機場位於米子市中心部位西北方約11公里（乘巴士需時30分），在受惠了於風光明媚的旅遊地的環境，負擔鳥取縣西部·島根縣東部的空運。每年客運約50萬人。跑道方向07/25，長2500米。一部分跑道位置海。著陸帶的幅度是300米。航站樓於跑道東北面，國內線和國際線是分開的。有兩座空橋。在航站樓旁有2個給中型噴氣式飛機的機坪，有2個給小型噴氣式飛機的機坪，有1個給螺旋槳機的機坪。跑道的西北方是航空自衛隊美保基地的伸展，航空自衛隊美保基地和航站樓之間是日本海上保安廳美保航空基地。2008年至現在，跑道由2000米延長至2500米。飛行場附近有：鳥取縣道47號米子境港線、JR境線。

## 歷史

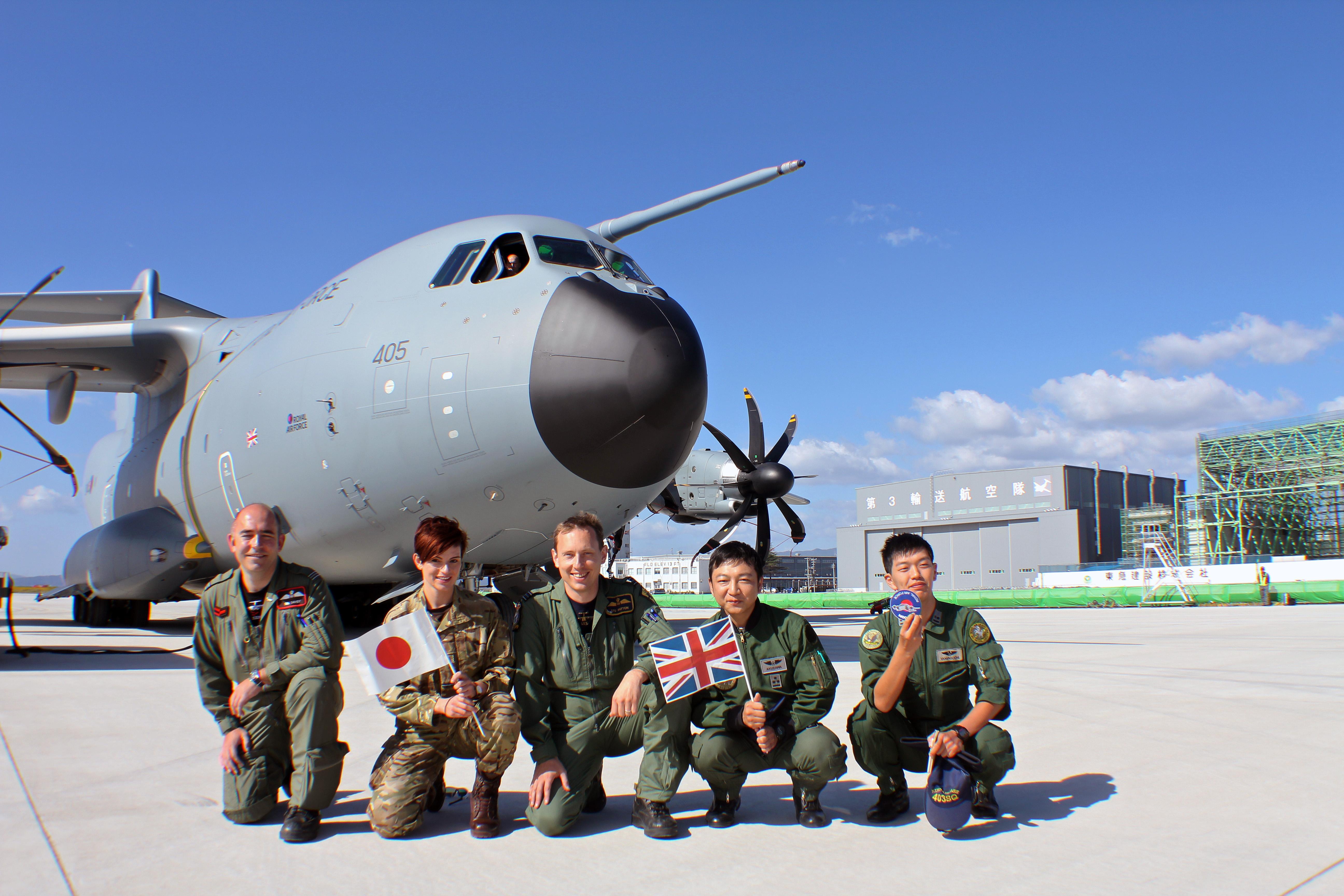
美保基地於2015年10月迎接英國皇家空軍的A400M運輸機來訪，這是英國空軍軍機首次降落在日本航空自衛隊的基地

- 1939年3月：米子市兩三柳（現在的陸上自衛隊米子駐屯地附近）通信省飛機乘務員培養所（米子機場）開設。米子機場與美保航空基地不同的是陸軍系的設施。
- 1943年10月1日：太平洋戰爭的時候，大日本帝國海軍的航空基地設置在美保飛行場。用作飛行預科練習生（預科練）有名。
- 1945年11月12日：在島根縣簸川郡斐川町的新川廢河地大神社基地（新川基地）成立。
- 1955年6月12日：臨時美保派遣隊從立川移動。
- 1956年2月：第一代航廈完工。
- 1958年5月：由民航的定期航線往大阪國際機場開辦。
- 1958年9月：美軍歸還，翌年10月1日開始成為日本航空自衛隊的基地。
- 1964年10月1日：全日空飛往東京-羽田的定期航線開辦。
- 1973年3月：跑道長1,500米×45米啟用。
- 1980年10月：米子機場航站樓完成。
- 1991年4月：中部航空飛往名古屋-小牧的定期航線開辦(至2011年1月4日止)。
- 1996年3月28日：延長跑道到2000米，米子機場航站樓增建工程竣工。
- 1996年4月：日空航空飛往札幌-新千歲的定期航線開辦(至1999年8月止)。
- 2001年4月：韓亞航空飛往首爾-仁川的定期國際航線開辦。
- 2013年12月20日：天馬航空飛往東京-成田、神戶、茨城（經由神戶）的定期航線開辦。
- 2014年10月1日：天馬航空飛往東京-羽田、東京-成田、札幌-新千歲的定期航線停辦。
- 2015年9月1日：天馬航空飛往神戶、沖繩的定期航線停辦。
- 2015年：美保基地迎接英國皇家空軍的一架A400M運輸機到訪。這是英國空軍軍機首次在日本航空自衛隊基地降落[1]。
- 2016年9月14日：香港航空飛往香港的定期國際航線開辦。
- 2016年10月23日：韓亞航空飛往首爾-仁川的定期國際航線交由子公司首爾航空營運。
- 2019年10月1日：因應日韓關係惡化韓國遊客大減仁川機場定期航班取消。
- 2020年1月11日：中國吉祥航空飛往上海浦東國際機場定期航班開辦。
- 2025年5月29日：台灣虎航飛往台北-桃園的定期國際航線開辦。

## 機場內設施
機場由米子機場大廈株式會社營運。

### 第一層
- 詢問處
- 航空公司辦事處
- 到達處
- 行李領取處
- 境港警察署米子機場警備辦事處
- ATM
- 餐館、咖啡店
- 商店
- 巴士、出租車終點站

### 第二層
- 出發處
- 隨身行李寄存處
- 入境審查
- 出境審查
- 餐館、咖啡店
- 商店
- 機場大樓事務室

### 第三層
- 參觀，迎送處

## 航空公司與航點

### 國內線
| 航空公司       | 目的地    |
| -------------- | --------- |
| 全日本空輸     | 東京-羽田 |
| 全日空之翼航空 | 東京-羽田 |

### 國際線
| 航空公司   | 目的地                   |
| ---------- | ------------------------ |
| 首爾航空   | 首爾-仁川                |
| 大灣區航空 | 香港（2025年9月1日停辦） |
| 台灣虎航   | 台北-桃園                |

## 交通

### 鐵路
- 西日本旅客鐵道（JR西日本）境線
  - 米子機場站（步行往航站樓約350米，需時約5分鐘）
2008年6月15日，有關跑道再延長事業，同線另安排在大筱津站旁邊遷移到米子機場站改名了。

### 公共汽車
- 日之丸汽車
  - 由米子全日空酒店經米子站往米子機場。（一班會經皆生溫泉）
- 松江一畑交通、日丸租車
  - 由松江站往米子機場。
- 濱環巴士

## 相關電視節目
- 2019年韓國Channel A電視台綜藝節目《搭飛機去》。

## 外部連結
- 官方網站 （页面存档备份，存于）（日語）（英文）（简体中文）（繁體中文）
- 航空自衛隊 美保基地 （页面存档备份，存于）（日語）
- 日本海上保安廳美保航空基地 （页面存档备份，存于）（日語）